# Iris Völkner
Iris Völkner, née le 16 octobre 1960 à Hambourg (Allemagne de l'Ouest), est une ancienne rameuse allemande. Elle est médaillée de bronze aux Jeux de 1984.

## Carrière
Aux Jeux olympiques de 1984, Völkner prend part à deux courses : le huit féminin où elle termine 6e puis le deux sans barreur avec Ellen Becker avec qui elle monte sur la troisième marche du podium.

## Palmarès

### Jeux olympiques
- Jeux olympiques d'été de 1984 à Los Angeles ( États-Unis) :
  -  médaille de bronze en deux sans barreur